# Paralelo 83 S
O Paralelo 83S é um paralelo no 83° grau a sul do plano equatorial terrestre.

## Dimensões
Conforme o sistema geodésico WGS 84, no nível de latitude 83° S, um grau de longitude equivale a 13,61 km; a extensão total do paralelo é portanto 4.900 km, cerca de 12 % da extensão do Equador, da qual esse paralelo dista 9.220 km, distando 783 km do polo sul.

## Cruzamentos
O paralelo 83 S cruza terra firme da Antártica em mais de 90 % de sua extensão e o resto é sobre plataformas de gelo:
- 467 km sobre a  Plataforma de gelo Ross
- 59 km sobre a Plataforma de gelo de Filchner-Ronne
- 1.291 km sobre a Antártica